# Maurice Aubert
Pour les articles homonymes, voir Aubert.
 (mai 2019).
Si vous disposez d'ouvrages ou d'articles de référence ou si vous connaissez des sites web de qualité traitant du thème abordé ici, merci de compléter l'article en donnant les références utiles à sa vérifiabilité et en les liant à la section « Notes et références ».
Maurice Jean Désiré Aubert, né le 8 mai 1914 à Montmerrei et mort le 8 décembre 2005 à Rennes, est un hydrogéologue français.

## Biographie
Maurice Aubert a soutenu le 19 janvier 1951 sa thèse de doctorat ès sciences naturelles (géologie), intitulée Essais d’hydrogéologie dans la Sarthe et l'Orne, dirigée par le Pr Louis Dangeard, à la faculté des sciences de Caen.
Professeur à l’École nationale de la santé publique (actuelle École des hautes études en santé publique) jusqu'en 1980 après une carrière commencée dans l'Éducation nationale en 1930, il est aussi chevalier de l’Ordre du Mérite agricole(1961), chevalier de l’Ordre des Palmes académiques(1972) et chevalier de l'Ordre de la Légion d'honneur(1974). Il a collaboré à la Carte géologique de France depuis 1949. En 1953 lui a été attribué le prix de l'Académie des sciences, arts et belles-lettres du Calvados. La médaille d’argent de l’Académie d'agriculture de France lui a été décernée en 1955 et la médaille de bronze de l'Académie de médecine en 1967.
Il a effectué des études géologiques et hydrogéologiques concernant tout l’Ouest de la France, en particulier les ressources  et l’alimentation en eau des agglomérations de l’Ouest. Il est également l'auteur d’études des réseaux hydrographiques, de gisements calcaires, de phtanites, de stockages souterrains d’hydrocarbures, de traitement des eaux, d’implantation de retenues, de météorologie et climatologie ainsi que d’études sur le Précambrien du Massif armoricain.
Il est l’auteur de nombreux rapports parmi lesquels : le toit breton, le manganèse, étude de l'évaporation physique à Rennes-Saint Jacques et Rennes IV, ayant abouti à l'implantation du barrage de Saint-Thurial alimentant l'agglomération de Rennes.
Il a appartenu au « conseil scientifique » du Centre international d'études sur le linceul de Turin.